# EcoRI
EcoRI ist ein Enzym aus der Familie der Nukleasen. Es war die erste Nuklease I aus dem Stamm R von Escherichia coli. Es findet insbesondere in der Molekularbiologie Anwendung als Restriktionsenzym. Das Enzym besteht aus einem Homodimer und schneidet doppelsträngige DNA innerhalb der palindromischen Erkennungssequenz unter Bildung eines 5'-Überhangs wie folgt:
| Erkennungssequenz         | Restriktionsschnitt         |
| ------------------------- | --------------------------- |
| 5'-GAATTC-3' 3'-CTTAAG-5' | 5'-G AATTC-3' 3'-CTTAA G-5' |

Diese Ausbildung eines 4-Basen-Überhangs („sticky ends“) wird in der Molekularbiologie bei der erleichterten Ligation von DNA-Fragmenten ausgenutzt. Unter bestimmten Bedingungen zeigt EcoRI eine verminderte Selektivität für die Erkennungssequenz (Star-Aktivität).